# Manman-ji
Le Manman-ji (万満寺) est un temple bouddhiste situé dans la ville de Matsudo, préfecture de Chiba au Japon. Le temple est construit par Chiba Yoritane en 1256, d'abord en tant que temple de l'école Shingon appelé Dainichi-ji, puis est renommé Manman-ji en 1312.
Entre 1532 et 1555, Takagi Tanetatsu, un dignitaire régional, invite le prêtre Rinzai zen Kinho du Daitoku-ji à Kyoto dans la région. Au cours des années qui suivent, la région gagne de nombreux adeptes au Rinzai zen, et le Manman-ji devient un important lieu de culte. Le Manman-ji possède de nombreux exemples de statues bouddhistes de l'époque Muromachi.

## Galerie

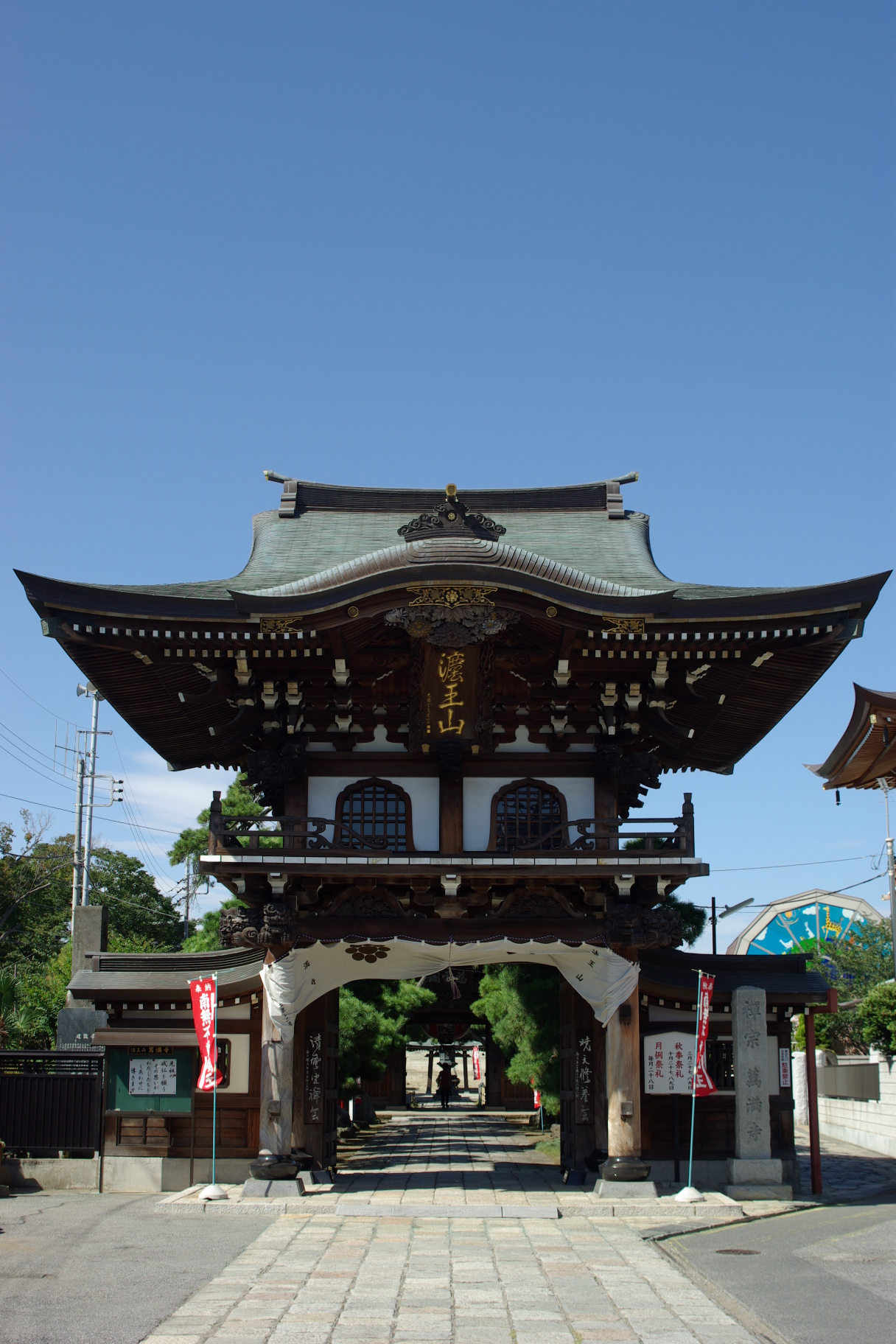
Sanmon.
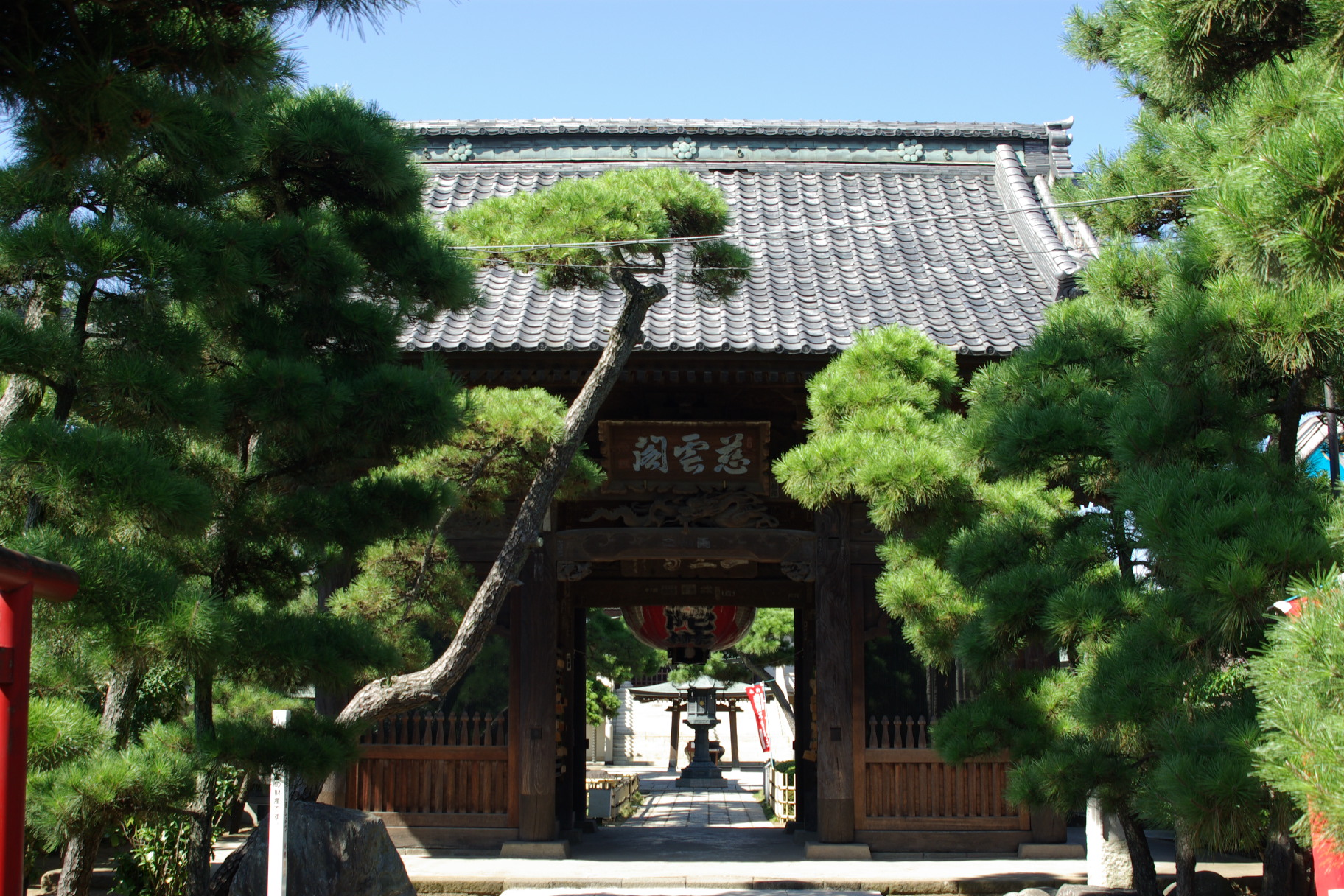
Niōmon.